# Stedelijk gebied van Barcelona

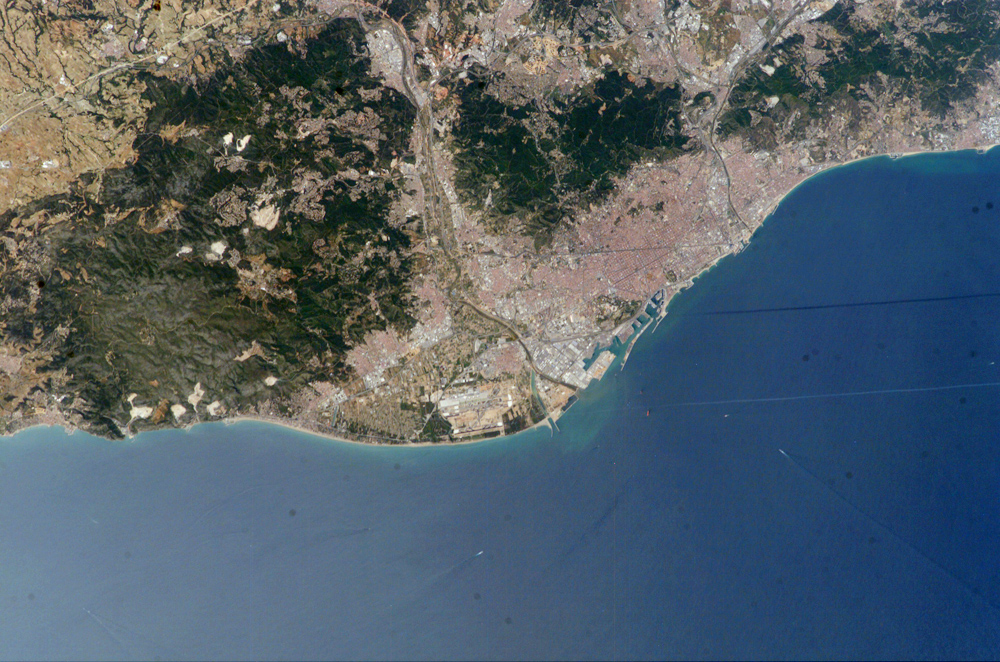
Satellietfoto van het stedelijk gebied van Barcelona

Het stedelijk gebied van Barcelona is een dichtbevolkte regio in Catalonië, Spanje.
Volgens officiële tellingen van Àmbit metropolità de Barcelona wonen er 4.992.193 mensen (2009). Volgens Autoritat del Transport Metropolità wonen er 5.355.110. De regio bestrijkt een gebied van 4268 km² en is verdeeld in verschillende concentrische zones. Door deze verdeling kan het openbaar vervoer vaste tarieven hanteren.

## Zones

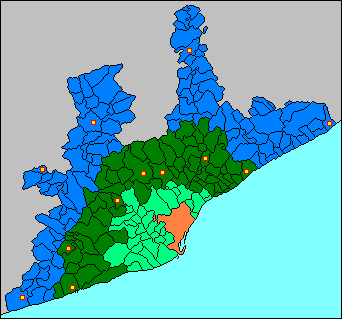
Stedelijk gebied

- Eerste Zone: Dit is de officiële Metropool van Barcelona. In deze zone bestaat de meerderheid van de steden uit aaneengesloten stedelijk gebied met de hoofdstad. Er liggen steden als L'Hospitalet de Llobregat, Badalona en Santa Coloma de Gramenet in deze zone.
- Tweede Zone: Wordt beschouwd als het aangrenzende gebied van de metropool. Het vormt een stedengordel met steden als Vilanova i la Geltrú, Vilafranca del Penedès, Martorell, Terrassa, Sabadell, Granollers, Mataró en respectievelijk hun invloedsgebieden. De Generalitat beschouwt de samenhang van dit gebied door middel van de ringspoorlijn.
- Derde Zone: Het overwogen gebied voor verdere uitbreiding. Hier zal de uitbreiding radiaal zijn en wordt de bebouwing beperkt door rivieren, gebergte, natuurgebieden en andere natuurlijke obstakels zoals richting Manresa, Igualada en Vic of de kust wordt verder gevolgd zoals richting Blanes en El Vendrell.

## Transport in de stedelijke regio
De spoorwegen (Red Ferroviaria Integrada) bedienen de regio met de volgende diensten:
- Metro van Barcelona[4] en tram.[5] Stedelijk en metropool.
- Ferrocarrils de la Generalitat.[6] Stedelijk (ondergrondse lijnen: 6, 7 en 8), metropool en regionaal.
- Rodalies.[7] Metropool en regionaal.

## Bevolking
|             | Bevolking | Gebied (km²) | Dichtheid aantal/km² |
| Barcelona   | 1.595.110 | 101          | 15.793               |
| Eerste Zone | 1.555.270 | 532          | 2.923                |
| Tweede Zone | 1.456.937 | 1.362        | 1.070                |
| Derde Zone  | 747.810   | 2.273        | 329                  |
| Totaal      | 5.355.127 | 4.268        | 1.255                |

## Polynuclear Urban Region
|                 | Bevolking | Gebied (km²) | Dichtheid (aantal/km²) |
| SG Barcelona    | 535.5127  | 4.268        | 1.255                  |
| Regio Tarragona | 411.876   | 656          | 628                    |
| Regio Girona    | 336.218   | 1.081        | 311                    |
| Totaal          | 6.103.221 | 6.005        | 1.016                  |

Volgens het euranet-project spreekt men van een polynuclear urban region als er een serie van belangrijke stedelijke gebieden erg afhankelijk van elkaar zijn. In dit geval strekt de regio zich uit tot de aangrenzende stedelijke gebieden van Tarragona en Girona. Deze gebieden zijn zowel economisch als facilitair erg afhankelijk van de hoofdstad. Ze hebben goede verbindingen met Barcelona, zowel over de weg als over het spoor, en die zorgen ervoor dat deze gebieden, als het ware, versmelten met het stedelijk gebied van Barcelona. De PUR van Barcelona heeft een inwoneraantal van 6.103.221 mensen op een oppervlakte van 6005 km², iets kleiner dan de provincies Utrecht en Noord-Brabant samen.

## Gemeenten in het stedelijk gebied van Barcelona

### Eerste zone
- Barcelona 1.595.110 inw./100 km²
- L'Hospitalet de Llobregat 251.848 inw./16 km²
- Badalona 216.201 inw./22 km²
- Santa Coloma de Gramenet 116.765 inw./7 km²
- Cornellà de Llobregat 84.477 inw./7 km²
- Sant Boi de Llobregat 80.727 inw./22 km²
- Sant Cugat del Vallès 74.345 inw./48 km²
- El Prat de Llobregat 62.663 inw./31 km²
- Viladecans 61.718 inw./20 km²
- Castelldefels 58.955 inw./13 km²
- Cerdanyola del Vallès 57.758 inw./32 km²
- Esplugues de Llobregat 46.286 inw./5 km²
- Gavà 44.678 inw./31 km²
- Sant Feliu de Llobregat 42.273 inw./12 km²
- Ripollet 35.661 inw./4 km²
- Sant Adrià de Besòs 32.734 inw./4 km²
- Montcada i Reixac 32.111 inw./23 km²
- Sant Joan Despí 31.671 inw./6 km²
- Barberà del Vallès 29.208 inw./6 km²
- Sant Vicenç dels Horts 27.106 inw./9 km²
- Sant Andreu de la Barca 25.743 inw./6 km²
- Molins de Rei 23.544 inw./16 km²
- Sant Just Desvern 15.391 inw./8 km²
- Badia del Vallès 13.975 inw./1 km²
- Corbera de Llobregat 13.133 inw./18 km²
- Castellbisbal 11.540 inw./31 km²
- Pallejà 10.819 inw./8 km²
- Montgat 9.778 inw./3 km²
- Cervelló 7.944 inw./22 km²
- Santa Coloma de Cervelló 7.508 inw./7 km²
- Tiana 7.417 inw./8 km²
- Begues 5.898 inw./50 km²
- Torrelles de Llobregat 4.974 inw./14 km²
- El Papiol 3.781 inw./9 km²
- Sant Climent de Llobregat 3.631 inw./11 km²
- La Palma de Cervelló 3.009 inw./5 km²

### Tweede zone
- Abrera 10.840 inw./20 km²
- Alella 8.998 inw./10 km²
- L'Ametlla del Vallès 7.632 inw./14 km²
- Argentona 11.402 inw./25 km²
- Avinyonet del Penedès 1.588 inw./29 km²
- Cabrera de Mar 4.269 inw./9 km²
- Cabrils 6.698 inw./7 km²
- Caldes de Montbui 16.159 inw./38 km²
- Canovelles 15.704 inw./7 km²
- Canyelles 3.783 inw./14 km²
- Cardedeu 15.775 inw./12 km²
- Castellar del Vallès 22.007 inw./45 km²
- Castellví de Rosanes 1.576 inw./16 km²
- Cubelles 12.773 inw./14 km²
- Esparreguera 21.260 inw./27 km²
- Les Franqueses del Vallès 15.775 inw./30 km²
- La Garriga 14.183 inw./19 km²
- Gelida 6.151 inw./27 km²
- La Granada 1.866 inw./6 km²
- Granollers 58.854 inw./15 km²
- La Llagosta 13.517 inw./3 km²
- Lliçà d'Amunt 13.491 inw./22 km²
- Lliçà de Vall 6.088 inw./11 km²
- Martorell 25.844 inw./13 km²
- Martorelles 4.893 inw./4 km²
- El Masnou 21.935 inw./3 km²
- Masquefa 7.747 inw./17 km²
- Matadepera 8.266 inw./25 km²
- Mataró 119.035 inw./22 km²
- Mollet del Vallès 51.365 inw./11 km²
- Montmeló 8.873 inw./4 km²
- Montornès del Vallès 14.723 inw./10 km²
- Olèrdola 3.280 inw./30 km²
- Olesa de Montserrat 22.257 inw./17 km²
- Olivella 2.842 inw./39 km²
- Òrrius 487 inw./6 km²
- Palau-solità i Plegamans 13.594 inw./15 km²
- Parets del Vallès 16.720 inw./9 km²
- Polinyà 7.105 inw./9 km²
- Premià de Dalt 9.788 inw./7 km²
- Premià de Mar 27.590 inw./2 km²
- Rellinars 658 inw./18 km²
- Rubí 70.006 inw./32 km²
- La Roca del Vallès 9.656 inw./37 km²
- Sabadell 201.712 inw./38 km²
- Sant Cugat Sesgarrigues 927 inw./6 km²
- Sant Esteve Sesrovires 6.704 inw./19 km²
- Sant Feliu de Codines 5.495 inw./15 km²
- Sant Fost de Campsentelles 7.656 inw./13 km²
- Sant Llorenç d'Hortons 2.219 inw./20 km²
- Sant Pere de Ribes 27.509 inw./41 km²
- Sant Quirze del Vallès 17.819 inw./14 km²
- Sant Sadurní d'Anoia 11.790 inw./19 km²
- Santa Eulàlia de Ronçana 6.458 inw./14 km²
- Santa Fe del Penedès 366 inw./3 km²
- Santa Maria de Martorelles 806 inw./4 km²
- Santa Perpètua de Mogoda 23.443 inw./16 km²
- Sentmenat 7.376 inw./28 km²
- Sitges 26.225 inw./44 km²
- Subirats 3.008 inw./56 km²
- Teià 5.969 inw./7 km²
- Terrassa 202.136 inw./70 km²
- Ullastrell 1.687 inw./7 km²
- Vacarisses 5.431 inw./41 km²
- Vallirana 13.326 inw./24 km²
- Vallromanes 2.204 inw./11 km²
- Viladecavalls 7.079 inw./20 km²
- Vilafranca del Penedès 36.656 inw./20 km²
- Vilanova del Vallès 4.121 inw./15 km²
- Vilanova i la Geltrú 63.196 inw./34 km²
- Vilassar de Dalt 8.476 inw./9 km²
- Vilassar de Mar 19.052 inw./4 km²

### Derde zone
- Aiguafreda 2.375 inw./8 km²
- L'Arboç 5.063 inw./14 km²
- Arenys de Mar 14.164 inw./6 km²
- Arenys de Munt 7.807 inw./21 km²
- Artés 5.179 inw./18 km²
- Balenyà 3.581 inw./17 km²
- Balsareny 3.410 inw./37 km²
- Banyeres del Penedès 2.696 inw./12 km²
- Bellvei 1.840 inw./8 km²
- Bigues i Riells del Fai 7.807 inw./28 km²
- Blanes 38.368 inw./18 km²
- Breda 3.707 inw./5 km²
- El Bruc 1.743 inw./47 km²
- El Brull 227 inw./41 km²
- Les Cabanyes 842 inw./1 km²
- Cabrera d'Anoia 1.192 inw./17 km²
- Calafell 21.871 inw./20 km²
- Calders 868 inw./33 km²
- Caldes d'Estrac 2.672 inw./1 km²
- Calella 18.034 inw./8 km²
- Calldetenes 2.252 inw./6 km²
- Callús 1.610 inw./29 km²
- Canet de Mar 13.181 inw./4,5 km²
- Capellades 5.386 inw./3 km²
- Carme 811 inw./11 km²
- Castellet i la Gornal 2.044 inw./47 km²
- Castellgalí 1.611 inw./17 km²
- Castellnou de Bages 907 inw./29 km²
- Castellbell i el Vilar 3.479 inw./45 km²
- Castellví de la Marca 1.603 inw./29 km²
- Centelles 6.909 inw./15 km²
- Collbató 3.780 inw./18 km²
- Cunit 11.102 inw./10 km²
- Dosrius 4.658 inw./41 km²
- Figaró-Montmany 1.009 inw./15 km²
- Fogars de la Selva 1.437 inw./32 km²
- Folgueroles 2.058 inw./10 km²
- Font-rubí 1.430 inw./37 km²
- Gualba 1.065 inw./23 km²
- Gurb 2.344 inw./52 km²
- Els Hostalets de Pierola 2.219 inw./34 km²
- Hostalric 3.773 inw./3 km²
- Igualada 36.923 inw./8 km²
- Llinars del Vallès 8.581 inw./28 km²
- Malgrat de Mar 17.822 inw./9 km²
- Malla 267 inw./11 km²
- Manlleu 20.091 inw./17 km²
- Manresa 73.140 inw./42 km²
- Marganell 292 inw./13 km²
- Les Masies de Voltregà 3.152 inw./22 km²
- Monistrol de Montserrat 2.903 inw./12 km²
- Navarcles 5.732 inw./6 km²
- Olesa de Bonesvalls 1.556 inw./31 km²
- Pacs del Penedès 831 inw./6 km²
- Palafolls 8.061 inw./16 km²
- Piera 13.652 inw./57 km²
- Pineda de Mar 25.568 inw./10 km²
- El Pla del Penedès 891 inw./9 km²
- La Pobla de Claramunt 2.192 inw./19 km²
- El Pont de Vilomara i Rocafort 3.521 inw./28 km²
- Puigdàlber 449 inw./1 km²
- Riells i Viabrea 3.465 inw./26 km²
- Roda de Ter 5.671 inw./2 km²
- Sallent 7.146 inw./66 km²
- Sant Andreu de Llavaneres 9.745 inw./12 km²
- Sant Antoni de Vilamajor 5.091 inw./14 km²
- Sant Cebrià de Vallalta 3.075 inw./16 km²
- Sant Celoni 15.992 inw./65 km²
- Sant Esteve de Palautordera 2.245 inw./11 km²
- Sant Fruitós de Bages 7.448 inw./22 km²
- Sant Hipòlit de Voltregà 3.379 inw./1 km²
- Sant Iscle de Vallalta 1.193 inw./18 km²
- Sant Joan de Vilatorrada 10.474 inw./16 km²
- Sant Martí de Centelles 941 inw./25 km²
- Sant Martí Sarroca 2.997 inw./35 km²
- Sant Pere de Riudebitlles 2.319 inw./5 km²
- Sant Pere de Vilamajor 3.728 inw./35 km²
- Sant Pol de Mar 4.904 inw./8 km²
- Sant Quintí de Mediona 2.131 inw./14 km²
- Sant Quirze Safaja 629 inw./26 km²
- Sant Salvador de Guardiola 2.970 inw./37 km²
- Sant Vicenç de Castellet 8.096 inw./17 km²
- Sant Vicenç de Montalt 5.267 inw./8 km²
- Sant Vicenç de Torelló 1.958 inw./7 km²
- Santa Cecília de Voltregà 189 inw./9 km²
- Santa Eugènia de Berga 2.194 inw./7 km²
- Santa Margarida de Montbuí 9.825 inw./28 km²
- Santa Margarida i els Monjos 6.459 inw./17 km²
- Santa Maria de Palautordera 8.235 inw./17 km²
- Santa Oliva 2.988 inw./9 km²
- Santa Susanna 3.019 inw./13 km²
- Santpedor 6.557 inw./17 km²
- Seva 3.191 inw./31 km²
- Súria 6.369 inw./24 km²
- Tagamanent 301 inw./43 km²
- Talamanca 140 inw./29 km²
- Taradell 5.864 inw./26 km²
- Tona 7.578 inw./16 km²
- Tordera 14.017 inw./84 km²
- Torelló 13.449 inw./14 km²
- La Torre de Claramunt 3.466 inw./15 km²
- Torrelavit 1.275 inw./24 km²
- Vallbona d'Anoia 1.337 inw./6 km²
- Vallgorguina 2.193 inw./22 km²
- El Vendrell 33.340 inw./37 km²
- Vic 38.321 inw./31 km²
- Vilalba Sasserra 588 inw./6 km²
- Vilanova del Camí 12.208 inw./10 km²
- Vilobí del Penedès 1.071 inw./9 km²

#### Vergelijkingstabel
Deze lijst toont stedelijke gebieden op het Iberisch schiereiland die qua demografie vergeleken kunnen worden met het stedelijke gebied van Barcelona.
| Stad      | Stad     | Inwoners  | Oppervlakte | Inw./km² |
| --------- | -------- | --------- | ----------- | -------- |
| Madrid    | Spanje   | 6.380.000 | 4.610       | 1.276    |
| Barcelona | Spanje   | 5.355.127 | 4.268       | 1.255    |
| Valencia  | Spanje   | 1.730.853 | 1.466       | 1.181    |
| Bilbao    | Spanje   | 905.030   | 495         | 1.829    |
| Alicante  | Spanje   | 434.505   | 354         | 1.227    |
| Tarragona | Spanje   | 456.042   | 328         | 1.039    |
| Castellón | Spanje   | 276.977   | 255         | 1.086    |
| Lissabon  | Portugal | 2.760.584 | 1.381       | 1.443    |
| Porto     | Portugal | 1.759.958 | 1.574       | 1.118    |

## P.U.R. Gemeenten, bevolking en regio

### Regio Tarragona
- Albinyana 2.200 inw./19 km²
- Alcover 4.731 inw./46 km²
- Altafulla 4.415 inw./7 km²
- Bonastre 584 inw./25 km²
- Cambrils 29.112 inw./35 km²
- El Catllar 3.751 inw./26 km²
- Constantí 6.183 inw./31 km²
- Creixell 2.952 inw./11 km²
- Els Garidells 198 inw./3 km²
- La Masó 287 inw./4 km²
- El Milà 177 inw./4 km²
- El Morell 2.855 inw./6 km²
- La Nou de Gaià 461 inw./4 km²
- Els Pallaresos 3.538 inw./5 km²
- Perafort 996 inw./10 km²
- La Pobla de Mafumet 1.734 inw./12 km²
- La Pobla de Montornès 2.568 inw./12 km²
- Reus 104.835 inw./53 km²
- La Riera de Gaià 1.453 inw./9 km²
- Riudoms 6.149 inw./32 km²
- Roda de Berà 5.586 inw./16 km²
- El Rourell 362 inw./2 km²
- Salomó 445 inw./12 km²
- Salou 23.398 inw./15 km²
- La Secuita 1.363 inw./18 km²
- La Selva del Camp 5.097 inw./35 km²
- Tarragona 134.163 inw./63 km²
- Torredembarra 14.524 inw./9 km²
- Vallmoll 1.529 inw./17 km²
- Valls 23.948 inw./55 km²
- Vespella de Gaià 379 inw./18 km²
- Vilallonga del Camp 1.631 inw./9 km²
- Vila-seca 18.678 inw./22 km²
- Vinyols i els Arcs 1.594 inw./11 km²

### Regio Girona
- Aiguaviva 614 inw./14 km²
- Begur 4.086 inw./20 km²
- Bescanó 4.121 inw./36 km²
- Brunyola i Sant Martí Sapresa 365 inw./37 km²
- Caldes de Malavella 6.067 inw./57 km²
- Calonge i Sant Antoni 10.009 inw./34 km²
- Campllong 400 inw./9 km²
- Cassà de la Selva 8.994 inw./46 km²
- Castell-Platja d'Aro 9.766 inw./22 km²
- Celrà 3.947 inw./19 km²
- Fornells de la Selva 1.971 inw./12 km²
- Girona 92.186 inw./39 km²
- Llagostera 7.314 inw./76 km²
- Llambilles 641 inw./15 km²
- Lloret de Mar 34.997 inw./49 km²
- Maçanet de la Selva 6.254 inw./45 km²
- Mont-ras 1.859 inw./12 km²
- Palafrugell 21.412 inw./27 km²
- Palamós 17.400 inw./14 km²
- Quart 2.618 inw./38 km²
- Riudarenes 1.853 inw./48 km²
- Riudellots de la Selva 1.877 inw./13 km²
- Salt 27.673 inw./7 km²
- Sant Andreu Salou 161 inw./6 km²
- Sant Feliu de Guíxols 21.155 inw./16 km²
- Sant Gregori 3.006 inw./49 km²
- Sant Julià de Ramis 2.866 inw./19 km²
- Santa Coloma de Farners 11.090 inw./71 km²
- Santa Cristina d'Aro 4.547 inw./68 km²
- Sarrià de Ter 4.144 inw./4 km²
- Sils 4.347 inw./30 km²
- Tossa de Mar 5.662 inw./38 km²
- Vall-llobrega 778 inw./5 km²
- Vidreres 7.016 inw./48 km²
- Vilablareix 2.266 inw./6 km²
- Vilobí d'Onyar 2.756 inw./32 km²